# Itami Mansaku

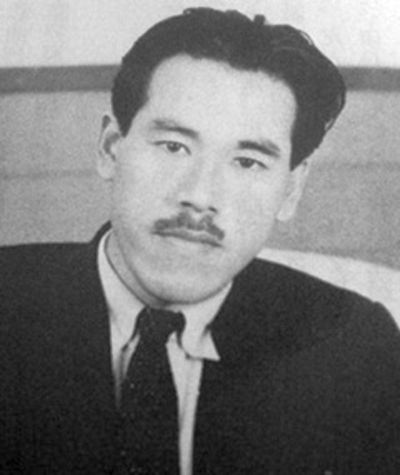
Itami Mansaku

Itami Mansaku (japanisch 伊丹 万作, eigentlich: Ikeuchi Yoshitoyo (池内 義豊); * 2. Januar 1900 in Matsuyama; † 21. September 1946) war ein japanischer Filmregisseur und Drehbuchautor, der neben Itō Daisuke und Yamanaka Sadao als Regisseur von Samuraifilmen bekannt wurde.

## Leben und Wirken
Itami wurde von seinem Jugendfreund Itō zum Verfassen von Drehbüchern ermutigt und von diesem 1926 gemeinsam mit Inagaki Hiroshi als Regieassistent eingestellt. Im Folgejahr wurden Inagaki und Itami Mitarbeiter eines Filmstudios von Kataoka Chiezō, wo Itami das Drehbuch für Inagakis ersten Spielfilm, Tenka Taiheiki, schrieb. 1928 erschien als erstes eine Regiearbeit Adauchi ruten, eine Komödie mit der für Itami typischen satirischen Sicht auf die Gesellschaft. Es folgten Filme wie Kokushi musō (1932) – „Patriot wie kein zweiter“, oder Filme wie Akanishi Kakita (1936): der Held ist kein Übermensch, sondern ein Samurai, der die Sorgen und Schwächen des kleinen Mannes teilt.
1937 entstand der Film Die Tochter des Samurai (auch: Die Liebe der Mitsu, Tapfere kleine Mitsuko, jap. Atarashiki tsuchi), eine deutsch-japanische Produktion, bei der Arnold Fanck Regie führte. Nach Abschluss der Dreharbeiten zum Film Kyojinden verstarb Itami 1946 im Alter von nur 46 Jahren. Auch sein Sohn Itami Jūzō wurde als Regisseur bekannt.
Seine Ehefrau war die Schwiegermutter von Kenzaburo Oe.